# Wadha bint Muhammad Al Orair
Wadha bint Muhammad Al Orair (... – Riyad, 4 maggio 1969) è stata una delle mogli del re Abd al-Aziz, il fondatore del Regno dell'Arabia Saudita. Apparteneva alla tribù Bani Khalid che governò l'Arabia orientale per un lungo periodo di tempo ed era la tribù più potente di questa regione durante la fine del XVIII secolo.
Wahda sposò Abdulaziz in Kuwait nel 1896, ed ebbero cinque figli: il principe Turki, il re Saud, il principe Khalid, il principe Abdullah e la principessa Mounira. Di loro il principe Khalid e il principe Abdullah morirono giovani.
La sorella di Wadha, Hussa, sposò prima il sovrano kuwaitiano Mubarak Al Sabah e poi, in seguito al divorzio da Mubarak, sposò Abdulaziz. Durante la sua vita Wadha fu testimone della morte dei suoi cinque figli. Morì a Riad il 4 maggio 1969, poco dopo la morte del re Saud ad Atene.